# Volero Le Cannet 2021-2022
Questa voce raccoglie le informazioni riguardanti il Volero Le Cannet nelle competizioni ufficiali della stagione 2021-2022.

## Organigramma societario
Area direttiva
- Presidente: Jelena Lozančić

Area tecnica
- Allenatore: Lorenzo Micelli
- Allenatore in seconda: Aly Agamyradov, Kristian Knudsen

Area sanitaria
- Preparatore atletico: Ivan Bragagni

## Rosa
| N° | Nome                 | Ruolo | Data di nascita   | Nazionalità sportiva |
| -- | -------------------- | ----- | ----------------- | -------------------- |
| 1  | Sherridan Atkinson   | O     | 19 novembre 1996  | Stati Uniti          |
| 3  | Ambre El Rhaffouli   | C     | 23 giugno 2004    | Francia              |
| 4  | Giulia Carraro       | P     | 25 luglio 1994    | Italia               |
| 5  | Tessa Polder         | C     | 10 ottobre 1997   | Paesi Bassi          |
| 6  | Pauline Martin       | C     | 20 ottobre 1995   | Francia              |
| 7  | Maja Aleksić         | C     | 6 giugno 1997     | Serbia               |
| 8  | Eva Janeva           | S     | 31 luglio 1985    | Bulgaria             |
| 9  | Nina Stojiljković    | P     | 1º settembre 1996 | Francia              |
| 10 | Francesca Parlangeli | L     | 23 febbraio 1990  | Italia               |
| 11 | Heidy Casanova       | O     | 6 novembre 1998   | Cuba                 |
| 12 | Karin Palgutová      | S     | 12 febbraio 1993  | Slovacchia           |
| 13 | Vanja Savić          | O     | 15 marzo 2002     | Serbia               |
| 14 | Chloé Mayer          | C     | 18 luglio 1997    | Francia              |
| 15 | Antonela Fortuna     | S     | 10 maggio 1995    | Argentina            |
| 16 | Michaela Mlejnková   | S     | 26 luglio 1996    | Rep. Ceca            |
| 17 | Tat'jana Simanichina | L     | 5 dicembre 1998   | Russia               |
| 18 | Anahid Ovanesian     | S     | 20 marzo 2004     | Francia              |
| 19 | Alexia Dirion        | L     | 13 marzo 2004     | Francia              |
| 20 | Karolina Kibbermann  | P     | 14 febbraio 2002  | Estonia              |